# Coenosia brunnea
Coenosia brunnea är en tvåvingeart som beskrevs av Xue och Tong 2003. Coenosia brunnea ingår i släktet Coenosia och familjen husflugor. Inga underarter finns listade i Catalogue of Life.